# Olga Kirsch
Olga Kirsch (em hebraico:  אולגה קירש; Koppies, 23 de setembro de 1924 - Rehovot, 5 de junho de 1997) foi uma poetisa israelense de origem sul-africana.

## Biografia
Kirsch nasceu e cresceu em Koppies, no Estado Livre de Orange, hoje parte da África do Sul. Seu pai tinha emigrado lá da Lituânia e, apesar de ser falante nativo de iídiche, só deixou sua filha para falar inglês, a língua materna de sua mãe, Eva, de origem britânica. Ela foi a terceira de uma família de três meninas e dois meninos.

## Primeiros anos
Sua educação primária e secundária foram em sua maioria em africâner, na escola em Koppies, embora ela obteve o seu grau de ensino na Eunice High School,  em Bloemfontein. Mais tarde, sua família mudou-se para Joanesburgo, onde ela se matriculou na Universidade de Witwatersrand , para estudar medicina; mas, depois de um ano de estudos, ela decidiu estudar Literatura (Literatura e História Africâner e Holandesa). Um de seus professores foi o romancista da língua Africâner C. M. van den Heever.

## Carreira
Kirsch escreveu principalmente em Africâner, em vez de inglês, publicando oito livros de poesia em a língua, bem como um volume de poemas selecionados (ela foi apenas a segunda poetisa mulher em africâner a ser publicada). 
Em 1948, com idade de 24, ela emigrou para Israel e estabeleceu-se em Rehovot. Ela só voltou para a África do Sul , em três ocasiões: em 1975, 1979 e 1981. Sua mudança de país influenciou a sua escrita e a linguagem que ela usou em sua vida diária, de africanês para inglês e depois para o hebraico. Depois de sua chegada a Israel, ela ensinou inglês para viver, retomou os estudos e formou-se em Literatura inglesa na Universidade Hebraica de Jerusalém. Em 1949, casou-se com o matemático israelense de origem britânica Joseph Gillis, professor no Instituto Weizmann de Ciência, com quem teve duas filhas, Ada e Mical, nascidas em 1950 e 1953, respectivamente.
Kirsch é a segunda escritora africanesa para ser publicada, depois de Elisabeth Eybers, cujos primeiros livros foram publicados alguns anos antes de Kirsch, entre os anos de 1936 e 1939.
Sua poesia foi marcada por a métrica e, muitas vezes, pela rima. Em seus dois primeiros livros de poesia, Kirsch refleta a rejeição do apartheid e sua aspiração a viver em Israel. Como ela amadureceu, sua poesia falava de forma mais pessoal nos temas em sonetos dedicados a seu marido, o matemático Joseph Gillis. Outros poemas evocam o luto de sua mãe e de sua neta, que faleceu com a idade de 9, devido a uma doença incurável. Uma lingüista reconhecida, ela traduziu sua poesia de africanês para inglês e hebraico. Quando já não foi possível escrever, ela iria desenhar a partir da natureza, esculpir em madeira, e bordar. Sua sensibilidade com a natureza afetou seu trabalho nesses meios de comunicação.

### Obras literárias
O primeiro de seus sete livros publicados em Africâner, Die soeklig (O projetor) foi escrito enquanto ela ainda estava estudando na África do Sul e o segundo, Mure van die hart (Paredes do coração) em 1948, foi escrito no ano da sua partida para Israel. Com exceção de alguns poemas em inglês no Jewish Frontier, ela não publicou nada depois de deixar a África do Sul..
Apenas cerca de um quarto de século mais tarde, em 1972, seu terceiro livro foi publicado, intitulado Negentien gedigte, (Dezenove poemas), do qual Daniel Hugo se refere como seu "segundo princípio". Em 1990, publicou o seu primeiro livro de poesia em inglês. Ela continuou a escrever em inglês, e foi envolvida ativamente com a IAssociação Israelense de Escritores em Inglês. Apesar de ser bem conhecida na África do Sul, ela não conseguiu alcançar o mesmo nível de fama em Israel ou no mundo de língua inglesa. 
Da mesma forma como Elisabeth Eybers, antes de Breyten Breytenbach ou Sheila Cussons, a sua vida foi marcada pelo exílio e a dificuldade de escrever em Africâner longe da África do Sul. Ela permaneceu próxima de Elisabeth Eybers, e elas se visitaram na Holanda e Israel.

## Vida pessoal
Ela foi casada com José Gillis e tive duas filhas. Kirsch faleceu em 5 de junho de 1997, devido a um tumor no cérebro. O seu legado e a carreira continuam a ser uma fonte de interesse na África do Sul e no exterior. Recentemente, a sua poesia tornou-se objeto de uma tese de Doutoramento na Universidade da África do Sul Egonne Roth, outra Sul-Africana baseado em Israel, está a preparar uma biografia de Olga Kirsch..